# CZW World Junior Heavyweight Championship
Le CZW World Junior Heavyweight Championship est un titre de catch professionnel de la Combat Zone Wrestling (CZW) conçu pour les poids lourds juniors (lutteurs de moins de 220 lb (100 kg)).
Le titre a été établi en 1999 au premier spectacle de la CZW. Il y'a 27 champions différents, 40 règnes et 2 vacants. 

## Statistiques
| Record                 | Champion                          | Chiffre   | Notes |
| ---------------------- | --------------------------------- | --------- | --- |
| Le plus règnes         | Sabian et Trent Acid              | 3         | 1 fois en 2005, 1 fois en 2007 et 1 fois en 2010 pour Sabian. 1 fois en 2000, 2 fois en 2001 pour Trent Acid. |
| Le plus long règne     | Adam Cole                         | 553 jours | Lors de son premier règne en 2010.                                                                            |
| Le plus court règne    | The Sensational One & Sonjay Dutt | 0 jours   | The Sensational One en 1999, le tout premier champion. Sonjat Dutt en 2006.                                   |
| Champion le plus âgé   | Men's Teioh                       | 34 ans    | |
| Champion le plus jeune | Trent Acid & Sonjay Dutt          | 20 ans    | |
| Champion le plus léger | Sabian                            | 75 kg     | |
| Champion le plus lourd | Ruckus                            | 107 kg    | |
| Champion le plus grand | Ric Blade & Jigsaw                | 1,88 m    | |
| Champion le plus petit | Sabian                            | 1,68 m    | |

## Histoire des règnes
| #   | Champion                | Règne | Date              | Jours        | Lieu                          | Événement                                                | Notes |
| --- | ----------------------- | ----- | ----------------- | ------------ | ----------------------------- | -------------------------------------------------------- | --- |
| 1.  | The Sensational One     | 1     | 19 février 1999   | 0            | Mantua, New Jersey            | Soirée d'ouverture                                       | The Sensational One est reconnu comme le premier CZW World Junior Heavyweight Championship.                           |
| 2.  | Quicksilver/White Lotus | 1     | 19 février 1999   | 36           | Mantua, New Jersey            | Soirée d'ouverture                                       | [ 1 ] |
| 3.  | The Sensational One     | 2     | 27 mars 1999      | 7            | Mantua, New Jersey            | The Saple Gun                                            | [ 2 ] |
| 4.  | Justice Pain            | 1     | 3 avril 1999      | 107          | Mantua, New Jersey            | House show                                               | [ 3 ] |
| 5.  | Ric Blade               | 1     | 19 juillet 1999   | 264          | Mantua, New Jersey            | Street Fight                                             | [ 4 ] |
| 6.  | Justice Pain            | 2     | 8 avril 2000      | 62           | Sewell, New Jersey            | Winner Takes All                                         | [ 5 ] |
| 7.  | Trent Acid              | 1     | 9 juin 2000       | 22           | Paulsboro, New Jersey         | House show                                               | |
| 8.  | Winger                  | 1     | 1 juillet 2000    | 76           | Tokyo, Japon                  | House show                                               | |
| 9.  | Men's Teioh             | 1     | 15 septembre 2000 | 231          | Tokyo, Japon                  | House show                                               | |
| 10. | Jun Kasai               | 1     | 4 mai 2001        | 107          | Sapporo, Japon                | House show                                               | |
| 11. | Trent Acid              | 2     | 19 août 2001      | 41           | Yokohama,Japon                | House show                                               | |
| —   | VACANT                  | 1     | 29 septembre 2001 | 64           | Sewell, New Jersey            | Enough is Enough                                         | Le titre est laissé vacant en raison d'un double tombé entre Acid et Ruckus                                           |
| 12. | Ruckus                  | 1     | 2 décembre 2001   | 13           | Yokohama, Japon               | House show                                               | C'était un Three-Way match impliquant également Trent Acid et Winger.                                                 |
| 13. | Trent Acid              | 3     | 15 décembre 2001  | 399          | Philadelphie, Pennsylvanie    | Cage of Death III                                        | [ 6 ] |
| 14. | Ruckus                  | 2     | 18 janvier 2003   | 329          | Philadelphie, Pennsylvanie    | Live Again                                               | [ 7 ] |
| 15. | Sonjay Dutt             | 1     | 13 décembre 2003  | 392          | Philadelphie, Pennsylvanie    | Cage of Death V: Suspended                               | [ 8 ] |
| 16. | Alex Shelley            | 1     | 8 janvier 2005    | 28           | Philadelphie, Pennsylvanie    | Gen Z                                                    | [ 9 ] |
| 17. | Mike Quackenbush        | 1     | 5 février 2005    | 56           | Philadelphie, Pennsylvanie    | Only the Strong                                          | , |
| 18. | Sabian                  | 1     | 2 avril 2005      | 70           | Philadelphie, Pennsylvanie    | Trifecta Elimination III                                 | [ 12 ] |
| 19. | Mike Quackenbush        | 2     | 11 juin 2005      | 91           | Philadelphie, Pennsylvanie    | Violent by Design                                        | [ 13 ] |
| 20. | Derek Frazier           | 1     | 10 septembre 2005 | 182          | Philadelphie, Pennsylvanie    | A' Big Mutha F'n Deal                                    | [ 14 ] |
| 21. | Niles Young             | 1     | 11 mars 2006      | 119          | Philadelphie, Pennsylvanie    | When 2 Worlds Collide                                    | C'était un Six Man Ladder match impliquant aussi Cheech, Cloudy, Sabian et The Heretic                                |
| 22. | SeXXXy Eddy             | 1     | 8 juillet 2006    | 63           | Philadelphie, Pennsylvanie    | A Preluce to Violence                                    | [ 16 ] |
| 23. | Sonjay Dutt             | 2     | 9 septembre 2006  | 0            | Philadelphie, Pennsylvanie    | Chri$ Ca$h Memorial Show - Down with the Sickness 2      | [ 17 ] |
| 24. | Jigsaw                  | 1     | 9 septembre 2006  | 210          | Philadelphie, Pennsylvanie    | Expect the Unexpected                                    | [ 18 ] |
| 25. | Scotty Vortekz          | 1     | 7 avril 2007      | 154          | Philadelphie, Pennsylvanie    | Out with the Old, In with the New                        | [ 19 ] |
| 26. | Danny Havoc             | 1     | 8 septembre 2007  | 35           | Philadelphie, Pennsylvanie    | Chri$ Ca$h Memorial Show                                 | C'était un Six Man Ladder match impliquant aussi DieHard, Joker et Drake Younger                                      |
| 27. | Sabian                  | 2     | 13 octobre 2007   | 210          | Philadelphie, Pennsylvanie    | Choosing Sides                                           | [ 21 ] |
| 28. | Chuck Taylor            | 1     | 10 mai 2008       | 154          | Philadelphie, Pennsylvanie    | Best of the Best 8                                       | [ 22 ] |
| —   | VACANT                  | 2     | 11 octobre 2008   | 63           | Philadelphie, Pennsylvanie    | N/A                                                      | Taylor a été dépouillé du titre en raison d'une incapacité de combattre après avoir subi une fracture à la clavicule. |
| 29. | Ryan McBride            | 1     | 13 décembre 2008  | 147          | Philadelphie, Pennsylvanie    | Cage of Death X                                          | McBride bat Pinkie Sanchez, Carter Gray, Egotistico Fantastico et Dan Paysan, dans TLC match.                         |
| 30. | Egotistico Fantastico   | 1     | 9 mai 2009        | 126          | Philadelphie, Pennsylvanie    | Blood Plessure: Rising                                   | [ 25 ] |
| 31. | Drew Blood              | 1     | 12 septembre 2009 | 91           | Philadelphie, Pennsylvanie    | Chri$ Ca$h Memorial Show/ Down With The Sickness Forever | [ 26 ] |
| 32. | Greg Excellent          | 1     | 12 décembre 2009  | 63           | Philadelphie, Pennsylvanie    | Cage of Death XI                                         | [ 27 ] |
| 33. | Sabian                  | 3     | 13 février 2010   | 84           | Philadelphie, Pennsylvanie    | 11th Anniversary: Deadly Doubleheaded                    | [ 28 ] |
| 34. | Adam Cole               | 1     | 8 mai 2010        | 553          | Philadelphie, Pennsylvanie    | Fist Fight                                               | [ 29 ] |
| 35. | Sami Callihan           | 1     | 12 novembre 2011  | 175          | Philadelphie, Pennsylvanie    | Night of Infamy 10: Ultimatum                            | [ 30 ] |
| 36. | Drake Younger           | 1     | 5 mai 2012        | 70           | Bloomington, Indiana          | Cinco de Mayo                                            | [ 31 ] |
| 37. | Sami Callihan           | 2     | 14 juillet 2012   | 0            | Voorhees Township, New Jersey | New Heights                                              | |
| 38. | AR Fox                  | 1     | 14 juillet 2012   | 56           | Voorhees Township, New Jersey | New Heights                                              | |
| —   | Retiré !                | —     | 8 septembre 2012  | —            | Voorhees Township, New Jersey | Down with the Sickness 2012                              | [ 23 ] |
| 39. | Alexander Jones         | 1     | 23 août 2014      | 203          | Voorhees Township, New Jersey |                                                          | |
| 40. | Greg Excellent          | 2     | 14 mars 2015      | 3 653 jours+ | Voorhees Township, New Jersey |                                                          | |

## Règne combinés
| Rang | Champion                | Règnes combinés | Jours combinés |
| ---- | ----------------------- | --------------- | -------------- |
| 1    | Adam Cole               | 1               | 553            |
| 2    | Trent Acid              | 3               | 462            |
| 3    | Sonjay Dutt             | 2               | 392            |
| 4    | Sabian                  | 3               | 364            |
| 5    | Ruckus                  | 2               | 342            |
| 6    | Rick Blade              | 1               | 264            |
| 7    | Men's Teioh             | 1               | 231            |
| 8    | Greg Excellent          | 2               | 3716+          |
| 9    | Jigsaw                  | 1               | 210            |
| 10   | Derek Frazie            | 1               | 182            |
| 11   | Sami Callihan           | 2               | 175            |
| 12   | Justice Pain            | 1               | 169            |
| 13   | Chuck Taylor            | 1               | 154            |
| 13   | Scotty Vortekz          | 1               | 154            |
| 15   | Mike Quackenbush        | 2               | 147            |
| 15   | Ryan McBride            | 1               | 147            |
| 17   | Egotistico Fantastico   | 1               | 126            |
| 18   | Niles Young             | 1               | 119            |
| 19   | Jun Kasai               | 1               | 107            |
| 20   | Drew Blood              | 1               | 91             |
| 21   | Drake Younger           | 1               | 70             |
| 22   | SeXXXy Eddy             | 1               | 63             |
| 23   | AR Fox                  | 1               | 56             |
| 24   | Quicksilver/White Lotus | 1               | 36             |
| 25   | Danny Havoc             | 1               | 35             |
| 26   | Alex Shelley            | 1               | 28             |
| 27   | The Sensational One     | 2               | 7              |